# Synaldis incisa
Synaldis incisa är en stekelart som beskrevs av Charles Joseph Gahan 1912. Synaldis incisa ingår i släktet Synaldis och familjen bracksteklar. Inga underarter finns listade i Catalogue of Life.